# 想像的共同體 (書)
《想像的共同体：民族主义的起源与散布》（Imagined Communities: Reflections on the Origin and Spread of Nationalism）是美国学者本尼迪克特·安德森在1983年发表的一部著作。1991年又出版了增订版。在书中，作者认为民族是“一种想象的政治共同体”，透過民族主義被建構出，並成為現代國家形成的重要基礎。

## 外部連結
- 認同的重量：《想像的共同體》導讀 （页面存档备份，存于）